# Pennsylvania Company
 (janvier 2022).
La Pennsylvania Company (PCO) était une importante holding qui possédait et exploitait la plupart des lignes du Pennsylvania Railroad situées à l'ouest de Pittsburgh et d'Érié, Pennsylvanie, incluant le Pittsburgh, Fort Wayne and Chicago Railway qui constituait la route principale du PRR vers Chicago. Il possédait également mais sans l'exploiter, le Pittsburgh, Cincinnati, Chicago and St. Louis Railroad (Pan Handle Route), une autre ligne vers Chicago. Cette compagnie fit partie des chemins de fer américains de classe I. En 1918, cette holding fut intégrée au PRR.

## Les origines
La Pennsylvania Company fut constituée le 7 avril 1870 en Pennsylvanie. Cette compagnie holding prit comme président William Thraw qui dirigeait également le Pennsylvania Railroad. Il fut remplacé par Tom Scott le 20 janvier 1871. À terme, cette compagnie devait posséder et exploiter la plupart des lignes du Pennsylvania Railroad (PRR) situées à l'ouest de l'axe Érié / Pittsburgh.
La Pennsylvania Company commença par exploiter l'Erie Canal of Pennsylvania du 16 septembre 1870 au 4 février 1871. Cette holding commença par exploiter les cinq chemins de fer suivants à partir du 1er avril 1871 : le Pittsburgh, Fort Wayne & Chicago Railway, permettant une liaison directe entre Pittsburgh, Pennsylvanie) et Chicago, Illinois ; l'Erie & Pittsburgh Railroad, reliant Pittsburgh à Érié, Pennsylvanie ; l'Indianapolis & Vincennes Railroad. Le 1er janvier 1905, il fusionna dans le Vandalia Railroad qui était possédé par le PRR sans être exploité par la Pennsylvania Company ; le Lawrence Railroad, qui fusionna dans le Youngstown Lawrence & Pittsburgh Railroad (YM&P) le 1er juin 1887 ; et le New Castle & Beaver Valley Railroad, qui fusionna dans le Pittsburgh, Youngstown & Ashtabula Railway (PY&A) le 1er janvier 1906.
Puis au fil des ans, la Pennsylvania Company fit l'acquisition des chemins de fer suivants :
- le 1er décembre 1871 : le Cleveland and Pittsburgh Railroad, embranchement du Pittsburgh, Fort Wayne & Chicago Railway desservant Cleveland, Ohio ;
- le 1er janvier 1873 : le Columbus and Shelby Railroad qui fusionna dans le Jeffersonville Madison and Indianapolis (JM&I) le 18 novembre 1881 ;
- le 1er janvier 1873 : le Jeffersonville, Madison and Indianapolis Railroad. Le 1er octobre 1890, il fusionna dans le Pittsburgh, Cincinnati, Chicago and St. Louis Railway (Pan Handle Route) qui était possédé par le PRR sans être exploité par la Pennsylvania Company ;
- le 1er janvier 1873 : le Lake Erie and Louisville Railroad qui fusionna dans le JM&I le 26 juin 1890 ;
- le 1er janvier 1873 : le Louisville Bridge Company, qui commença son exploitation le 1er octobre 1890 ;
- le 1er janvier 1890 : le Shelby and Rush Railroad, qui fusionna dans le JM&I le 10 avril 1882 ;
- le 1er mai 1873 : l'Ashtabula, Youngstown and Pittsburg Rail Road, devenu Ashtabula and Pittsburgh Railway qui fusionna dans l'Ashtabula, Niles & Youngstown Railroad (AN&Y) le 16 juin 1887 ;
- le 1er mai 1873 : le Mansfield, Coldwater and Lake Michigan Rail Road, qui fusionna dans le Northwestern Ohio Railway (NWO) le 28 novembre 1877 ;
- le 1er mai 1873 : le Toledo, Tiffin and Eastern Rail Road (TT&E), rebaptisé Toledo and Woodville Railroad, puis Northwestern Ohio Railway (NWO), et qui fusionna dans le Toledo, Walhonding Valley and Ohio Railroad (TWV&O) le 23 mai 1891 ;
- le 10 novembre 1873 : le Toledo and State Line Railroad, qui fusionna dans le Toledo, Tiffin and Eastern Rail Road (TT&E) le 1er mai 1878 ?
- le 28 septembre 1880 : le Massillon and Cleveland Railroad ;
- le 3 octobre 1881 : le Meadville Railway qui fut réorganisé en dehors du PRR sous le nom de Meadville and Linesville Railroad le 1er février 1884 ;
- le 7 août 1882 : l'Alliance, Niles and Ashtabula Railroad, qui fusionna dans l'AN&Y le 16 juin 1887 ;
- le 8 janvier 1884 : l'Ohio Valley Railway, rebaptisé Pittsburgh, Ohio Valley and Cincinnati Railroad.
- le 18 août 1884 : le New Brighton and New Castle Rail Road, qui fusionna dans le Youngstown, Lawrence and Pittsburgh Railroad (YL&P) le 1er juin 1887 ;

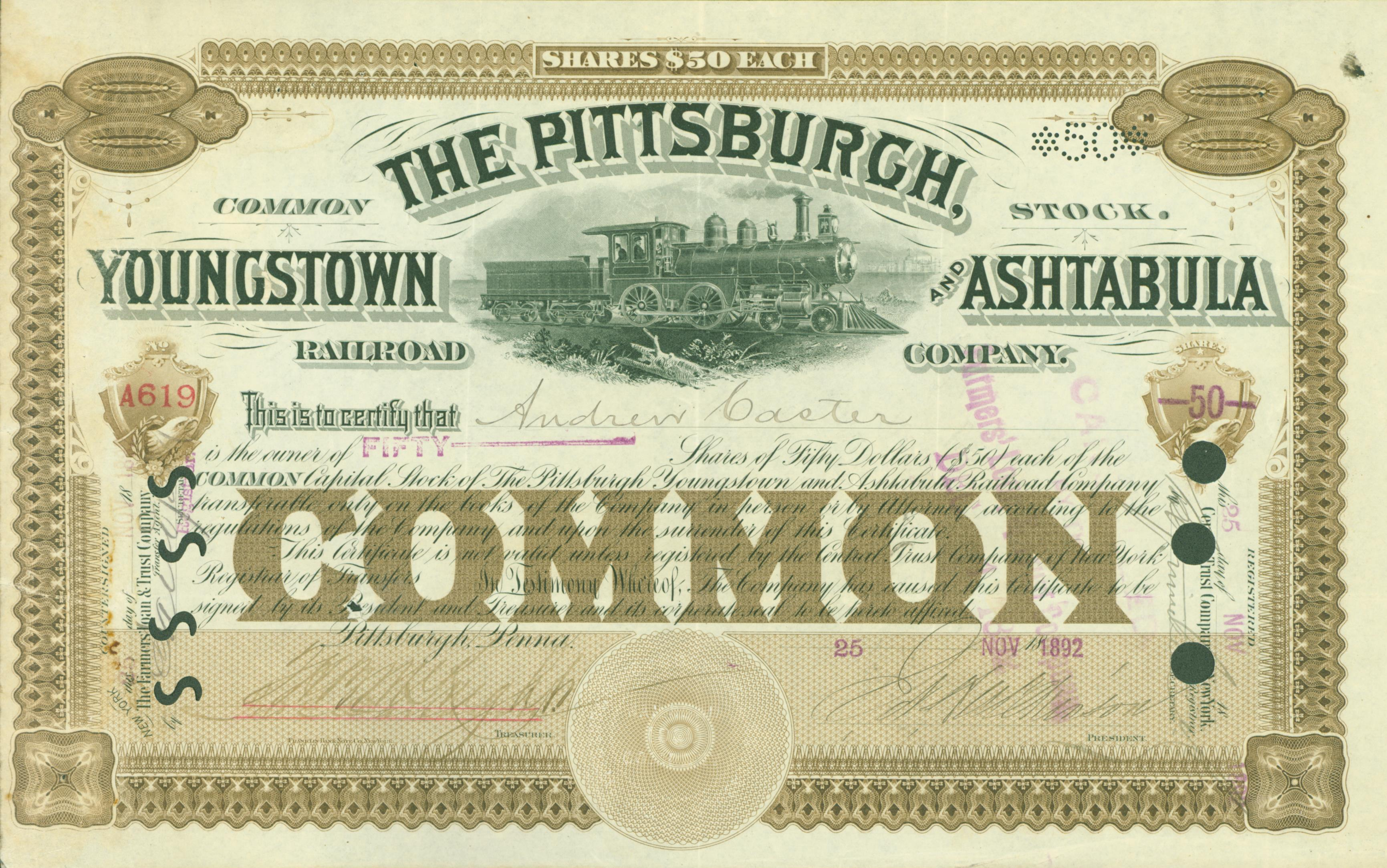
Action de la Pittsburgh, Youngstown and Ashtabula Railroad Company en date du 25 novembre 1892.

- le 1er juin 1887 : le Youngstown, Lawrence and Pittsburgh Railroad (YL&P), qui fusionna dans le Pittsburgh, Youngstown and Ashtabula Railroad (PY&A) le 1er août 1887 ;
- le 16 juin 1887 : l'Ashtabula, Niles and Youngstown Railroad (AN&Y), qui fusionna dans le Pittsburgh, Youngstown and Ashtabula Railroad (PY&A) le 1er août 1887 ;
- le 1er août 1887 : le Pittsburgh, Youngstown and Ashtabula Railroad (PY&A), rebaptisé Pittsburgh, Youngstown and Ashtabula Railway ;
- le 15 octobre 1887 : le South Chicago and Southern Railroad (SC&S) ;
- le 15 octobre 1888 : le State Line and Indiana City Railway, fusionné dans le South Chicago and Southern Railroad (SC&S) le 5 février 1901 ;
- le 23 mai 1891 : le Toledo, Walhonding Valley and Ohio Railroad (TWV&O), qui fusionna dans le Toledo, Columbus and Ohio River Railroad (TC&OR) le 1er juillet 1911 ;

en janvier 1892 : le Rolling Mill Railroad, qui fusionna dans le TWV&O le 1er janvier 1904 ;
- le 8 janvier 1892 : le Salineville Railroad, qui fusionna dans le Cleveland & Pittsburgh Railroad (C&P) le 1er janvier 1899 ;
- le 16 septembre 1895 : le Calumet River Railway, qui fusionna dans le SC&S le 5 février 1901 ;
- le 1er janvier 1900 : le Cleveland and Marietta Railway, qui fusionna dans le TC&OR le 1er juillet 1911 ;
- le 1er août 1900 : le Western New York and Pennsylvania Railway, anciennement appelé New Castle and Franklin Railroad. Sa ligne de 83 km reliait New Castle Pennsylvanie à Stoneboro, Pennsylvanie ;
- le 1er juillet 1910 : le Youngstown and Ravenna Railroad ;
- le 1er juillet 1911 : le Toledo, Columbus and Ohio River Railroad ;
- le 1er juillet 1912 : le Cleveland, Akron and Cincinnati Railway.

## La fin de son activité ferroviaire
Le 1er janvier 1918, rapidement après que l'United States Railroad Administration (USRA) a pris le contrôle de l'ensemble des chemins de fer des États-Unis, toutes les compagnies louées par la Pennsylvania Company furent transférées au PRR. Le 1er mars 1920, lorsque le PRR reprit l'exploitation de ses lignes, il les regroupa en 4 régions : Eastern Region, Central Region, Northwestern Region, et Southwestern Region.

## La diversification
La Pennsylvania Company fut maintenue comme holding, puis reconstituée dans le Delaware le 12 décembre 1958, avant d'être réorganisée le 16 décembre suivant. Son nouvel objectif était une diversification dans l'immobilier et divers secteurs. Elle continua d'exister même après la fusion du PRR et du New York Central Railroad qui donna naissance au Penn Central en 1968.
Entre 1973 et 1974, plusieurs filiales furent créées : la Pennrec Company: pour investir dans des parcs à thème comme le Six Flags Great Adventure, et le Stars Hall of Fame ; la Penn Orlando Company ; et la Penn Arlington Incorporated, qui racheta le Six Flags Over Texas à la Great Southwest Corporation.

### Source
- « Corporate Genealogy - Pennsylvania Company ».
- « PRR Chronology ».